# بلتا (مقاطعة دهلران)
بلتا (بالفارسية: بلتا) هي قرية تقع في قسم دشت عباس الريفي (مقاطعة دهلران) في إيران. يقدر عدد سكانها بـ 139 نسمة بحسب إحصاء 2016.